# Simple Times
Simple Times è il secondo album in studio del cantautore statunitense Joshua Radin, pubblicato nel 2008.

## Tracce
1. One of Those Days – 3:04
2. I'd Rather Be With You – 2:49
3. Sky (feat. Meiko) – 3:30
4. Friend Like You – 2:20
5. Brand New Day – 3:31
6. They Bring Me to You (feat. Erin McCarley) – 3:58
7. Vegetable Car – 3:02
8. Free of Me – 2:35
9. You Got Growin' Up to Do (feat. Patty Griffin) – 2:55
10. We Are Okay – 2:41
11. No Envy, No Fear – 3:22